# Civilisation (film)
Pour les articles homonymes, voir Civilisation (homonymie).
Pour plus de détails, voir Fiche technique et Distribution.
Civilisation (Civilization) est un film muet américain réalisé par Reginald Barker, Thomas H. Ince et Raymond B. West, sur un scénario de C. Gardner Sullivan, sorti en 1916.

## Synopsis
Le kaiser déclare la guerre. Son favori, le comte Ferdinand, est nommé commandant d'un sous-marin. Pacifiste, il refuse de tirer sur un paquebot civil censé transporter des munitions pour les ennemis de sa patrie mais il passe malgré tout à l'acte. Blessé, il saborde son sous-marin. Il descend aux Enfers, est sauvé par le Christ réincarné qui lui fait voir ce que les dévastations dues à la guerre peuvent faire. Il devient un pacifiste acharné. Il est arrêté mais libéré par une manifestation de femmes qui imposent la paix.

## Fiche technique
- Titre : Civilisation
- Titre original : Civilization

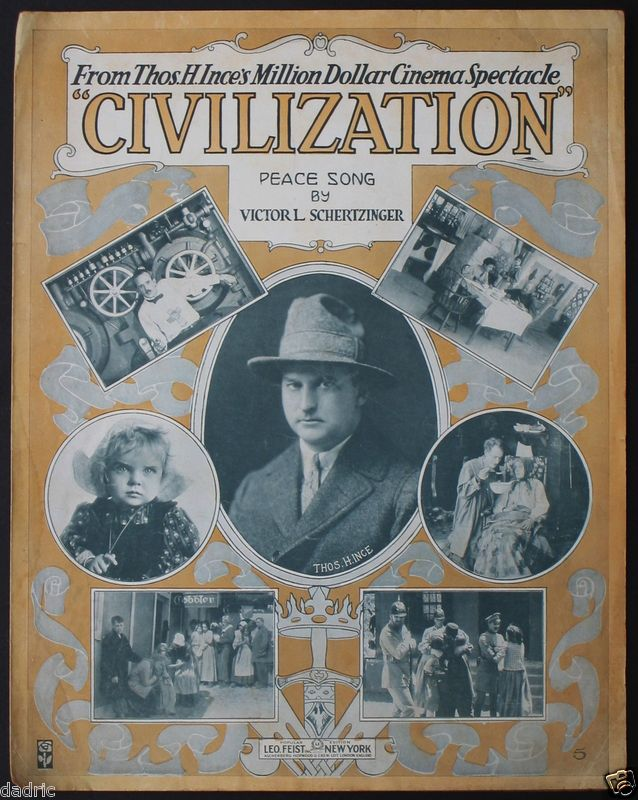
Couverture de la partition de la musique du film

- Réalisation : Thomas H. Ince, Reginald Barker, Raymond B. West
- Scénario : C. Gardner Sullivan
- Photographie : Joseph H. August, Dal Clawson, Clyde De Vinna, Otis M. Gove, Devereaux Jennings, Charles E. Kaufman, Robert Newhard, Irvin Willat
- Montage : Thomas H. Ince, Hal C. Kern, LeRoy Stone et Irvin Willat
- Musique : Victor Schertzinger
- Producteur : Thomas H. Ince, Al Woods
- Société de production : Thomas H. Ince Corporation
- Société de distribution : Triangle Distributing Corporation
- Pays de production :  États-Unis
- Langue : Anglais
- Genre : Film dramatique, Film de guerre
- Durée : 88 minutes (1 h 28)
- Date de sortie : 
  - États-Unis : 2 juin 1916

## Distribution
- Howard C. Hickman : Le comte Ferdinand
- Enid Markey : Katheryn Haldemann
- Lola May : La reine Eugénie
- Kate Bruce : une mère
- J. Frank Burke : Luther Rolf, l'avocat pour la paix
- Claire Du Brey : ?
- George Fisher : Le Christ
- Charles K. French : Le Premier Ministre
- Herschel Mayall : Le roi de Wredpryd
- Fanny Midgley : ?
- J. Barney Sherry : Le forgeron
- Jerome Storm : Le fils du forgeron
- Ethel Ullman : La fille du forgeron

## Galerie

Scènes de Civilisation
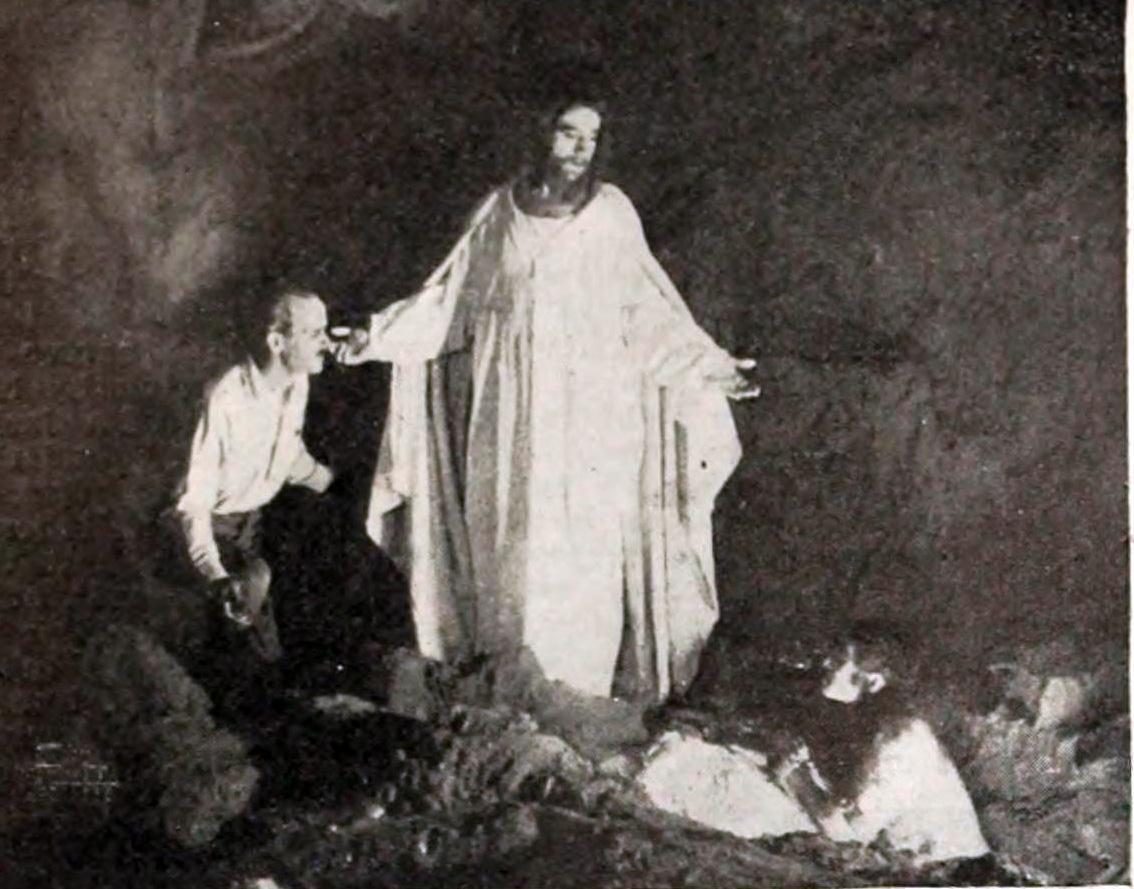
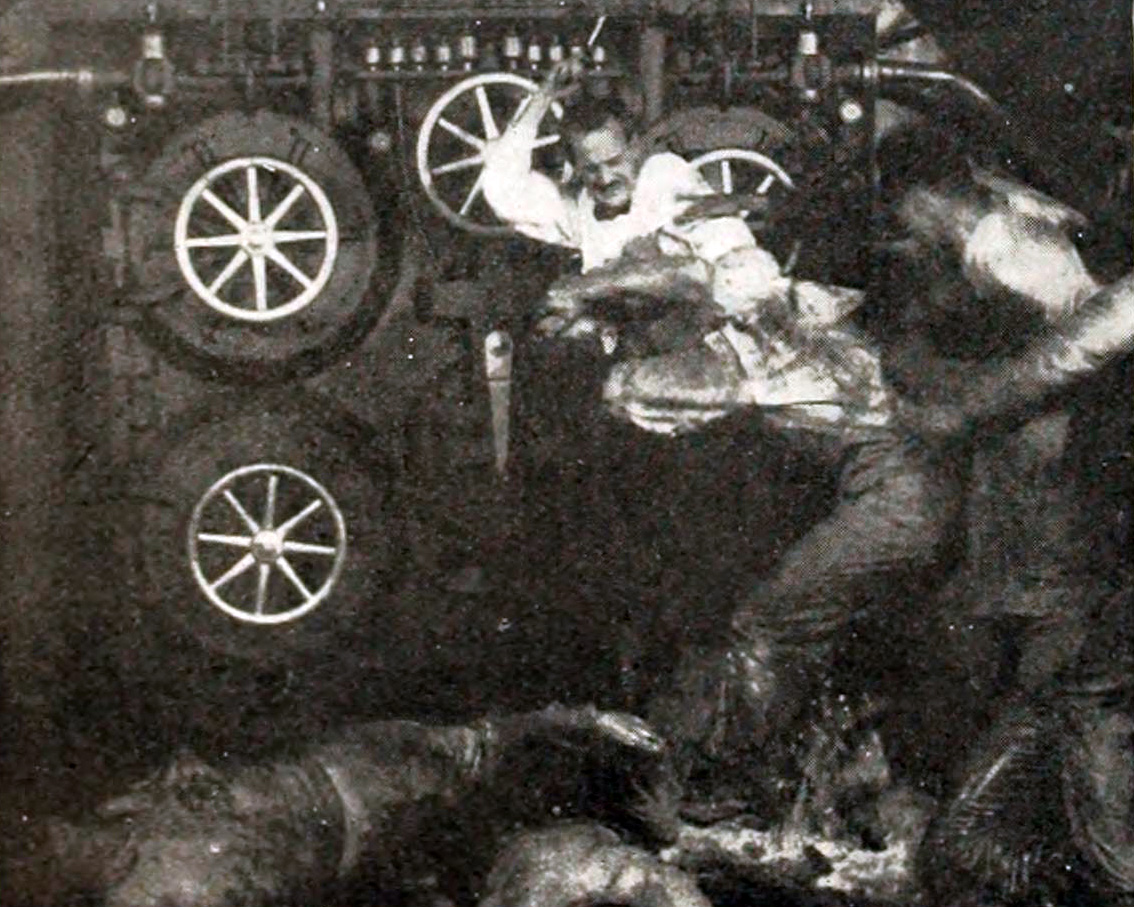

## Autour du film
Civilisation est un film appuyant, en 1916, la campagne du président des États-Unis Thomas Woodrow Wilson[réf. souhaitée], pacifiste convaincu. Le scénario est inspiré du torpillage le 7 mai 1915 du Lusitania. Dans ce film à gros budget (1 000 000 dollars), dont le tournage a duré une année, les scènes spectaculaires sont nombreuses : explosions de mines marines, ambulances qui sautent, boue qui enlise.
Dans les versions présentées en 1917 à Paris et à Rome, le film devint ultra-guerrier. Il a été un grand succès commercial aux États-Unis jusqu'à ce que ceux-ci entrent en guerre en avril 1917.
Colette écrivait en 1917 : « Le détail délicieux ne manque pas puisqu'il y a de tout et qu'il y en a de trop. Une figuration fourmillante, des premiers rôles médiocres. Le mysticisme assume à ses risques et périls une part fort large. Je regrette la tangibilité d'un Christ qui converse avec un gros kaiser. » Pour les critiques, le thème de C. Gardner Sullivan aurait pu donner une grande œuvre si la tragédie avait été transposée dans l'imaginaire et non traitée comme une fiction.
Les historiens du cinéma René Jeanne et Charles Ford ont écrit au sujet du film : « Civilisation est une date dans l'histoire des images animées. [...] Civilisation est avec J'accuse le plus important et le plus pacifiste des films de guerre réalisés pendant la guerre. »
En 1999, Civilization a été sélectionné pour sa conservation dans l’United States National Registry de la Library of Congress comme étant « culturellement, historiquement ou esthétiquement significatif ».